# Константінос Аркудеас
Константінос Аркудеас (грец. Κωνσταντίνος Αρκουδέας; нар. 31 березня 1973, Афіни) — грецький борець греко-римського стилю, срібний та бронзовий призер чемпіонатів світу серед військовослужбовців, срібний призер Середземноморських ігор, срібний призер Кубку світу, учасник двох Олімпійських ігор.

## Життєпис
Боротьбою почав займатися з 1984 року.
Виступав за спортивний клуб «Етнікос» Афіни. Тренер — Панайотіс Аркудеас (з 1984).

## Спортивні результати на міжнародних змаганнях

### Виступи на Олімпіадах
| Змагання                    | Збірна | Вагова категорія                 | Місце |
| --------------------------- | ------ | -------------------------------- | ----- |
| Літні Олімпійські ігри 1992 | Греція | греко-римська боротьба, до 62 кг | 9     |
| Літні Олімпійські ігри 2004 | Греція | греко-римська боротьба, до 66 кг | 6     |

### Виступи на Чемпіонатах світу
| Змагання                        | Збірна | Вагова категорія                 | Місце |
| ------------------------------- | ------ | -------------------------------- | ----- |
| Чемпіонат світу з боротьби 1994 | Греція | греко-римська боротьба, до 62 кг | 27    |
| Чемпіонат світу з боротьби 1997 | Греція | греко-римська боротьба, до 63 кг | 21    |
| Чемпіонат світу з боротьби 1998 | Греція | греко-римська боротьба, до 63 кг | 17    |
| Чемпіонат світу з боротьби 2002 | Греція | греко-римська боротьба, до 66 кг | 20    |
| Чемпіонат світу з боротьби 2005 | Греція | греко-римська боротьба, до 66 кг | 20    |

### Виступи на Чемпіонатах Європи
| Змагання                         | Збірна | Вагова категорія                 | Місце |
| -------------------------------- | ------ | -------------------------------- | ----- |
| Чемпіонат Європи з боротьби 1992 | Греція | греко-римська боротьба, до 62 кг | 6     |
| Чемпіонат Європи з боротьби 1994 | Греція | греко-римська боротьба, до 62 кг | 18    |
| Чемпіонат Європи з боротьби 1998 | Греція | греко-римська боротьба, до 69 кг | 17    |
| Чемпіонат Європи з боротьби 2002 | Греція | греко-римська боротьба, до 66 кг | 16    |
| Чемпіонат Європи з боротьби 2003 | Греція | греко-римська боротьба, до 66 кг | 22    |
| Чемпіонат Європи з боротьби 2004 | Греція | греко-римська боротьба, до 66 кг | 5     |

### Виступи на Середземноморських іграх
| Змагання                    | Збірна | Вагова категорія                 | Місце  |
| --------------------------- | ------ | -------------------------------- | ------ |
| Середземноморські ігри 1993 | Греція | греко-римська боротьба, до 62 кг | Срібло |

### Виступи на Кубках світу
| Змагання                    | Збірна | Вагова категорія                 | Місце  |
| --------------------------- | ------ | -------------------------------- | ------ |
| Кубок світу з боротьби 1991 | Греція | греко-римська боротьба, до 62 кг | Срібло |

### Виступи на Чемпіонатах світу серед військовослужбовців
| Змагання                                                  | Збірна | Вагова категорія                 | Місце  |
| --------------------------------------------------------- | ------ | -------------------------------- | ------ |
| Чемпіонат світу з боротьби серед військовослужбовців 2000 | Греція | греко-римська боротьба, до 69 кг | Срібло |
| Чемпіонат світу з боротьби серед військовослужбовців 2001 | Греція | греко-римська боротьба, до 69 кг | 4      |
| Чемпіонат світу з боротьби серед військовослужбовців 2002 | Греція | греко-римська боротьба, до 66 кг | Бронза |

### Виступи на Всесвітніх іграх військовослужбовців
| Змагання                                | Збірна | Вагова категорія                 | Місце |
| --------------------------------------- | ------ | -------------------------------- | ----- |
| Всесвітні ігри військовослужбовців 1999 | Греція | греко-римська боротьба, до 69 кг | 11    |

### Виступи на інших змаганнях
| Змагання                           | Збірна | Вагова категорія                 | Місце |
| ---------------------------------- | ------ | -------------------------------- | ----- |
| Гран-прі Німеччини з боротьби 1998 | Греція | греко-римська боротьба, до 63 кг | 5     |

### Виступи на змаганнях молодших вікових груп
| Змагання                                       | Збірна | Вагова категорія                 | Місце  |
| ---------------------------------------------- | ------ | -------------------------------- | ------ |
| Чемпіонат Європи з боротьби серед кадетів 1988 | Греція | греко-римська боротьба, до 60 кг | Срібло |
| Чемпіонат світу з боротьби серед кадетів 1989  | Греція | греко-римська боротьба, до 60 кг | Бронза |
| Чемпіонат Європи з боротьби серед юніорів 1989 | Греція | греко-римська боротьба, до 58 кг | 14     |
| Чемпіонат світу з боротьби серед юніорів 1991  | Греція | греко-римська боротьба, до 63 кг | Золото |
| Чемпіонат світу з боротьби серед молоді 1993   | Греція | греко-римська боротьба, до 62 кг | 5      |